# Nassellaria
Nassellaria (Ehrenberg, 1875) è un ordine  di protisti appartenente alla classe Radiolaria. Gli organismi di quest'ordine sono caratterizzati da uno scheletro reticolato di forma conica o ad anello.

## Tassonomia
Comprende le seguenti famiglie:
- Archiphormididae
- Artostrobiidae
- Cannobotryidae
- Carpocaniidae
- Collozoidae
- Plagiacanthidae
- Pterocorythidae
- Theoperidae
- Trissocyclidae